# Ácido subérico
El ácido subérico es un ácido dicarboxílico de cadena lineal cuya fórmula molecular es C8H14O4. El ácido subérico se produce por la oxidación de ácido nítrico del corcho (del latín suber, Corcho) y después a partir de aceite de ricino. La oxidación del ácido ricinoleico produce, mediante la ruptura del doble enlace y la posición con el grupo OH. También se produce así el ácido azelaico homólogo siguiente. El ácido subérico ha sido utilizado en la fabricación de resinas y en la síntesis de poliamidas del nylon.